# Tomek i przyjaciele: Wykopaliska i odkrycia
Tomek i przyjaciele: Wykopaliska i odkrycia (ang. Thomas & Friends: Digs & Discoveries) – film pełnometrażowy serialu Tomek i przyjaciele. W Wielkiej Brytanii film animowany, niebieskiej lokomotywy. W Polsce film był emitowany na kanale MiniMini+. Premiera filmu w Wielkiej Brytanii miała miejsce w 2019 roku, a w Polsce rok później.

## Fabuła
Niebieska lokomotywa z numerem 1 powraca! Oto specjalny odcinek z serii Tomek i Przyjaciele: Wykopaliska i Odkrycia. W nim Tomek i jego dzielne lokomotywki będą odkrywać tajemnice kopalń..

## Odcinek
- Wszystkie Tory Prowadzą Do Rzymu
- Tajemnicze Kopalnie
- Solo Lorenzo
- Za Głośno, Tomku!
- Pierwszy Dzień na Sodorze
- Głębokie Kłopoty
- Nie na Miejscu

## Bohaterowie
- Tomek
- Gina
- Jacek
- Alf
- Olek
- Maks i Mateusz
- Kamil (graveyard)
- Stefano
- Daria
- Ester